# Prostitución en Japón

Prostitución en Asia. En rojo se indica el modelo prohibicionista, en el que la prostitución es ilegal, como es el caso de Japón.

La prostitución en Japón ha existido a lo largo de toda la historia del país. Aunque la Ley de Prevención de la Prostitución de 1956 establece que «ninguna persona puede ejercer la prostitución ni convertirse en cliente de ella», las lagunas jurídicas, las interpretaciones liberales y una aplicación poco estricta de la ley han permitido que la industria del sexo japonesa prospere y genere unos ingresos estimados en 2,3 billones de yenes (cerca de 14 500  millones de euros o 15 000 millones de dólares) al año.
El comercio y los servicios sexuales pueden denominarse fūzoku (風俗), que también significa «modales», «costumbres» o «moral pública».
Dado que la ley japonesa define la prostitución como «el coito con una persona no especificada a cambio de un pago», la mayoría de los servicios fūzoku ofrecen específicamente servicios no coitales, como conversación, baile o baño, a veces acompañados de actos sexuales que legalmente no se definen como «coito», para seguir siendo legales.

## Historia
Desde el siglo XV, chinos, coreanos y otros visitantes de Asia oriental frecuentaban los burdeles de Japón.
Esta práctica continuó más tarde entre los visitantes de «las regiones occidentales», principalmente comerciantes europeos que a menudo venían con su tripulación de lascares del sur de Asia (además de tripulantes africanos en algunos casos). Esto comenzó con la llegada de barcos portugueses a Japón en la década de 1540, cuando los japoneses locales supusieron que los portugueses procedían de Tenjiku (天竺, «morada celestial»), el antiguo nombre chino (y más tarde japonés) del subcontinente indio, y por tanto asumieron que el cristianismo era una nueva religión india. Estas suposiciones erróneas se debieron a que el estado indio de Goa era una base central para la Compañía Portuguesa de las Indias Orientales en aquella época, y a que una parte significativa de la tripulación de los barcos portugueses eran cristianos indios.
Cientos de japoneses, sobre todo mujeres, fueron vendidos como esclavos. Los visitantes portugueses y sus tripulantes (o esclavos) sudasiáticos y africanos se dedicaban a menudo a la esclavitud en Japón. Compraban o capturaban jóvenes japonesas, que eran utilizadas como esclavas sexuales en sus barcos o llevadas a Macao y a otras colonias portuguesas del sudeste asiático, América e India, donde a principios del siglo XVII ya existía una comunidad de esclavos y comerciantes japoneses en Goa. Los japoneses promovían activamente la propaganda y las exageraciones antiportuguesas, sobre todo en relación con las compras portuguesas de mujeres japonesas con fines sexuales.
En 1505, la sífilis comenzó a aparecer en Japón, probablemente debido a las prostitutas japonesas que mantenían relaciones sexuales con marineros chinos. En los puertos de Sakai y Hakata, los burdeles japoneses ya habían sido frecuentados por visitantes chinos mucho antes de que los europeos llegaran a Japón. «Es cierto que el budismo, de acuerdo con el principio del Camino Medio, no abogaría ni por un puritanismo extremo ni por una permisividad extrema».

### Período Edo
En 1617, el shogunato Tokugawa promulgó una orden que restringía la prostitución a ciertas zonas de las afueras de las ciudades, conocidas como yūkaku (遊廓、遊郭, «barrio del placer»). Las más famosas eran Yoshiwara, en Edo (actual Tokio), Shinmachi, en Osaka, y Shimabara, en Kioto.
Los barrios del placer estaban amurallados y vigilados para controlar los impuestos y el acceso. Las prostitutas y cortesanas tenían licencia como yūjo (遊女, «mujeres del placer») y estaban clasificadas según una elaborada jerarquía, con las tayū y más tarde las oiran en la cúspide. A las mujeres no se les permitía salir de los muros salvo para visitar a parientes moribundos y, una vez al año, para el hanami (acción de «contemplar los cerezos en flor»).

### Época moderna anterior a la guerra
La apertura de Japón y la posterior afluencia de influencias occidentales al país provocaron una serie de cambios en el periodo Meiji. Los novelistas japoneses, en particular Ichiyō Higuchi, empezaron a llamar la atención sobre el confinamiento y la mísera existencia de las prostitutas de clase baja en los barrios rojos. 
En 1872, el Incidente del María Luz llevó al Gobierno del Japón Meiji a promulgar una nueva legislación que emancipaba a los parias burakumin, las prostitutas y otras formas de trabajo en régimen de servidumbre en Japón. La ley emancipadora de la prostitución recibió el nombre de Geishōgi kaihō rei (芸娼妓解放令).En 1900, el Gobierno japonés promulgó la Ordenanza nº 44, Shōgi torishimari kisoku (娼妓取締規則), que restringía las condiciones laborales de la prostitución. La restricción no redujo el número total de prostitución ni concedió más libertad a las mujeres. Por el contrario, la prostitución prosperó bajo el gobierno Meiji. 
El nombre de «reino de las putas» (売春王国, baishun ōkoku) sirvió para describir Japón durante el Periodo Meiji. Debido al desarrollo del sistema de transporte moderno, la demanda y la oferta de prostitución aumentaron, y la población femenina se incrementó drásticamente, por lo que el gobierno, con la legislación, podía recaudar legalmente impuestos de la prostitución. Más que mejorar los derechos humanos o la libertad, la legislación pretendía facilitar los ingresos del gobierno. La industria de la prostitución aportó una gran parte de los ingresos del gobierno desde finales del periodo Tokugawa hasta el periodo Meiji.
En 1908, la Ordenanza nº 16 del Ministerio del Interior penalizó la prostitución no regulada.

#### Karayuki-san
Karayuki-san era el nombre que se daba a las niñas y mujeres japonesas de finales del siglo XIX y principios del siglo XX que eran víctimas de la trata desde las prefecturas agrícolas de Japón, sumidas en la pobreza, hacia destinos en Asia Oriental, el Sudeste Asiático, Siberia, Manchuria y la India para ejercer la prostitución y servir sexualmente a hombres de diversas razas, como chinos, europeos, nativos del Sudeste Asiático y otros.

### Posguerra
Inmediatamente después de la Segunda Guerra Mundial, el gobierno de Higashikuni Naruhiko creó la Asociación de Ocio y Diversión para organizar burdeles al servicio de las fuerzas armadas aliadas que ocupaban Japón. El 19 de agosto de 1945, el Ministerio del Interior ordenó a las oficinas gubernamentales locales que establecieran un servicio de prostitución para los soldados aliados con el fin de preservar la «pureza» de la raza japonesa. Este sistema de prostitución era similar al sistema de confort, ya que las fuerzas policiales japonesas se encargaban de movilizar a las mujeres para que sirvieran en estos puestos de forma similar a como lo hicieron los militares japoneses durante la Guerra del Pacífico. 
Las fuerzas policiales movilizaron tanto a prostitutas con licencia como sin licencia para servir en estos campos. La declaración oficial afirmaba que «A través del sacrificio de miles de Okichis de la era Shōwa, construiremos un dique para contener el loco frenesí de las tropas de ocupación y cultivar y preservar la pureza de nuestra raza por mucho tiempo en el futuro». Tales clubes fueron pronto establecidos por el consejero del gabinete Yoshio Kodama y Ryoichi Sasakawa.
La SCAP abolió el sistema de prostitución autorizada en 1946, lo que dio lugar al llamado sistema de la línea roja (赤線, akasen), según el cual los establecimientos de ocio nocturno autorizados ofrecían servicios sexuales bajo la apariencia de ser un club o un café ordinario. Tradicionalmente, las autoridades policiales locales regulaban la ubicación de estos establecimientos trazando líneas rojas en un mapa.
En otras zonas, los establecimientos de la llamada «línea azul» ofrecían servicios sexuales bajo la apariencia de ser restaurantes, bares u otros establecimientos menos estrictamente regulados. En Tokio, los distritos más conocidos de la «línea roja» eran Yoshiwara y Shinjuku 2-chome, mientras que el distrito más conocido de la «línea azul» era Kabuki-cho.
En 1947, la Ordenanza Imperial nº 9 castigaba a las personas por incitar a las mujeres a ejercer la prostitución, pero la prostitución en sí seguía siendo legal. Se presentaron varios proyectos de ley en la Dieta para añadir penas legales por solicitar prostitutas, pero no se aprobaron debido a disputas sobre el alcance apropiado del castigo.
El 24 de mayo de 1956, la Dieta de Japón aprobó la Ley contra la Prostitución, que entró en vigor en abril de 1958. La Ley Antiprostitución penalizaba el acto de mantener relaciones sexuales a cambio de una compensación real o prometida. Esto eliminó los sistemas de «línea roja» y «línea azul» y permitió que una serie de servicios sexuales de pago continuaran bajo la normativa de «entretenimiento sexual», como los «soaplands» y los salones de «salud de la moda».
En 2013, Toru Hashimoto, que codirige el Partido de la Restauración de Japón, propuso: «Hay lugares donde la gente puede liberar legalmente su energía sexual en Japón», y «a menos que hagan uso de estas instalaciones, será difícil controlar las energías sexuales de los marines salvajes». El Departamento de Estado de los Estados Unidos criticó posteriormente las declaraciones de Hashimoto.

## Connotaciones religiosas

### Sintoísmo
La fe sintoísta no considera el sexo como un tabú. Durante el periodo Kamakura, muchos santuarios y templos, que proveían a las miko, cayeron en bancarrota. Algunas miko comenzaron a viajar en busca de sustento y llegaron a ser conocidas como aruki miko (lit. «miko ambulante»).Aunque las aruki miko prestaban principalmente servicios religiosos, también se las asociaba con la prostitución. Sin embargo, no se conocen razones religiosas para la prostitución de las miko, por lo que el acto podría no estar relacionado con la prostitución sagrada.

### Budismo
Las enseñanzas budistas respecto al sexo son bastante reservadas: «Es cierto que el budismo, de acuerdo con el principio del Camino Medio, no abogaría ni por un puritanismo extremo ni por una permisividad extrema». El budismo tiene normas y protocolos para aquellos que deben vivir los principios budistas en los monasterios. Para los monjes o monjas budistas, la castidad es obligatoria, ya que viven bajo la premisa de deshacerse de cualquier sentimiento de apego. Su forma de vida está regulada por normas muy estrictas en lo que respecta al comportamiento y esto incluye el sexo.
En cuanto a los budistas laicos, no existen normas específicas que deban seguirse en materia sexual, aunque cualquier tipo de abuso se considera «mala conducta».

## Estatus actual
El artículo 3 de la Ley de Prevención de la Prostitución (売春防止法, Baishun Bōshi Hō) de 1956 establecía que «ninguna persona puede ejercer la prostitución ni convertirse en cliente de ella», pero no se define ninguna pena judicial para este acto. En su lugar, se prohíben bajo pena de sanción: solicitar con fines de prostitución, procurar a una persona para la prostitución, coaccionar a una persona para que se prostituya, recibir compensación de la prostitución de otros, inducir a una persona a ser prostituta mediante el pago de un «anticipo», celebrar un contrato para hacer que una persona se prostituya, proporcionar un lugar para la prostitución, dedicarse al negocio de hacer que una persona se prostituya y proporcionar fondos para la prostitución.
La definición de prostitución se limita estrictamente al coito con una «persona no especificada». Esto significa que la venta de numerosos actos como el sexo oral, el sexo anal, el coito mamario y otros actos sexuales no coitales son legales. El sexo de pago entre «personas concretas» (conocidos) no está prohibido. Los «soplones» aprovechan esta circunstancia para ofrecer un masaje, durante el cual la prostituta y el cliente se «conocen», como paso previo a los servicios sexuales.
La Ley de Regulación de los Negocios que Afectan a la Moral Pública de 1948 (風俗営業取締法, Fūzoku Eigyō Torishimari Hō), también conocida como «Ley de Regulación de los Negocios de Entretenimiento para Adultos», modificada en 1985, 1999 y 2005, regula estos negocios.
En 2003 se informó de que hasta 150 000 mujeres no japonesas ejercían entonces la prostitución en Japón. Según los registros de la Agencia Nacional de Policía, de 50 personas no japonesas detenidas por delitos de prostitución en 2013, 31 (62 %) eran chinas continentales, 13 (26 %) coreanas y 4 (8 %) tailandesas.
Según los registros de la Agencia Nacional de Policía, de las 224 personas no japonesas detenidas por delitos de prostitución en 2018, 160 (71 %) eran chinos continentales, 19 (8 %) eran tailandeses.
Muchos negocios relacionados con la prostitución prohíben voluntariamente (es decir, a pesar de no existir ninguna normativa que lo exija) la entrada a extranjeros, incluidos turistas, personas que no sepan hablar japonés e incluso personas que no tengan rasgos asiáticos. Sin embargo, en los últimos años se han creado varios negocios para atender específicamente al mercado de extranjeros.

## Tráfico sexual
Japón es un país de destino, origen y tránsito para hombres, mujeres y niños sometidos al tráfico sexual. Hombres, mujeres y niños del noreste de Asia, el sudeste asiático, el sur de Asia, Rusia, Europa del Este, Sudamérica y África viajan a Japón en busca de empleo o para contraer matrimonios fraudulentos y son sometidos al tráfico sexual. Los traficantes utilizan matrimonios fraudulentos entre mujeres extranjeras y hombres japoneses para facilitar la entrada de mujeres en Japón con fines de prostitución forzada en bares, clubes, burdeles y salones de masaje. Los traficantes mantienen a las víctimas en la prostitución forzada utilizando la servidumbre por deudas, amenazas de violencia o deportación, chantaje, retención del pasaporte y otros métodos psicológicamente coercitivos. Los explotadores de burdeles a veces imponen arbitrariamente «multas» a las víctimas por supuesto mal comportamiento como táctica para prolongar su endeudamiento. Al parecer, las víctimas de la trata transitan por Japón antes de ser explotadas en otros destinos, como Asia Oriental y Norteamérica.
Los ciudadanos japoneses, en particular las adolescentes fugitivas, también son objeto de tráfico sexual. Enjo kōsai, o «citas compensadas», y variantes del negocio JK siguen facilitando el tráfico sexual de niños japoneses. Las redes de prostitución altamente organizadas captan a mujeres y niñas japonesas vulnerables -que a menudo viven en la pobreza o tienen discapacidades cognitivas- en espacios públicos como el metro, lugares de reunión populares entre los jóvenes, escuelas y en Internet, y las someten al tráfico sexual. Los agentes privados de inmigración japoneses ayudan a los niños japoneses-filipinos y a sus madres filipinas a trasladarse a Japón y adquirir la ciudadanía a cambio de una tarifa considerable, para cuyo pago las madres suelen contraer grandes deudas; a su llegada, algunas de estas mujeres y sus hijos son sometidos a trata sexual para saldar las deudas.
En 2023, la Agencia Nacional de Policía investigó a 56 presuntos traficantes en 115 casos, en comparación con 22 sospechosos investigados en 60 casos en 2022. En 2023, el gobierno inició procesos contra 42 presuntos traficantes (39 por trata sexual y tres por trata laboral), en comparación con 32 presuntos traficantes procesados en 2022 (todos por trata sexual). Al cierre del período del informe, se estaban procesando a 14 acusados. El gobierno condenó a 33 traficantes (31 por trata sexual y dos por trata laboral), la misma cantidad de condenados en 2022. De los 33 traficantes condenados, 24 recibieron sentencias de prisión que iban de uno a 12 años, 15 de las cuales fueron totalmente suspendidas; los tribunales condenaron a nueve traficantes solo a una multa. Por séptimo año consecutivo, los tribunales dictaron sentencias de prisión con suspensión total de la pena o multas a la mayoría de los tratantes condenados (72 por ciento, en comparación con el 67 por ciento en 2022). El gobierno no informó de ninguna investigación, procesamiento o condena de empleados públicos cómplices de delitos de trata de personas.
Para 2024, la Oficina de Vigilancia y Lucha contra la Trata de Personas del Departamento de Estado de los Estados Unidos mantenía calificando a Japón como país de «nivel 2».